# Герзон, Макс
Макс Герзон (Герсон, нем. Max Gerson; 18 октября 1881 года — 8 марта 1959 года) — немецкий и американский врач, разработавший метод альтернативной диетотерапии под названием Gerson Therapy, которой, по его утверждению, можно лечить злокачественные новообразования и большинство хронических и дегенеративных заболеваний.

## Биография
Герсон родился в еврейской семье в Вонгровице , Германская империя (Вонгровец, ныне в Польше), 18 октября 1881 года. В 1909 году он окончил Университет Альберта Людвига во Фрайбурге. Он начал заниматься медициной в возрасте 28 лет в Бреслау, позже специализировался на внутренних заболеваниях и нервных заболеваниях в Билефельде.
Когда в 1933 году к власти пришли нацисты, Герзон покинул Германию. Сначала он эмигрировал в Вену, через два года переехал во Францию, в 1936 году уехал в Лондон и затем в Соединенные Штаты и поселился в Нью-Йорке.

## Метод Герзона
Герзон описал свой подход в книге «A Cancer Therapy: Results of 50 Cases» (англ.) («Лечение злокачественных новообразований: результаты 50 клинических случаев»). Однако, когда утверждения Герзона были независимо проанализированы National Cancer Institute (NCI, Национальный институт исследования злокачественных новообразований, США), было обнаружено, что в представленных Максом Герзоном данных не хватает базовой информации, необходимой для системной оценки его утверждений. Экспертами NCI сделано заключение, что данные Герзона не доказывают полезности предложенного им метода лечения. Этот метод лечения научно необоснован и потенциально опасен.

### Данные о безопасности метода Герзона
С 1980-го по 1986-й год как минимум 13 пациентов, получавших терапию по методу Герзона, были госпитализированы в больницы Сан-Диего с сепсисом, вызванным Campylobacterfetus. Был сделан вывод, что этот сепсис явился результатом инфекций печени. Ни у одного из этих пациентов не было зафиксировано исчезновение злокачественных опухолей, а один из пациентов погиб в результате злокачественного процесса в течение недели после госпитализации. Пять человек находились в состоянии комы из-за снижения содержания натрия в сыворотке крови (до 102 мэкв./л), что, вероятно, было результатом принципа «отказа от натрия», являющегося частью режима Герзона. По результатам этих наблюдений представители института Герзона внесли изменения в используемые методики в отношении сырых продуктов из печени и продуктов биологического происхождения. Несмотря на это, сохранились существенные потенциально вредные особенности метода Герзона. Зарегистрированы сообщения о серьёзных инфекциях и смертельных исходах в результате нарушения электролитного баланса при применении клизм с кофе.

### Исследования эффективности метода Герзона
Среди исследований метода Герзона, упомянутых в информации для пациентов об этом методе, размещенной на официальном сайте National Cancer Institute (USA), в 1990 г. в Австрии изучалось влияние диеты, аналогичной методике Герзона, на течение онкологических заболеваний. Пациенты получали стандартное лечение наряду со специальной диетой. Исследователи сообщили, что использованная ими диета, по видимому, способствует тому, что онкобольные живут дольше чем обычно, и при этом наблюдается меньше побочных эффектов. Исследователи рекомендовали дальнейшие клинические исследования этой диеты.